# NGC 593
NGC 593 (również PGC 5733) – galaktyka soczewkowata (S0), znajdująca się w gwiazdozbiorze Wieloryba. Odkrył ją Édouard Jean-Marie Stephan 2 listopada 1882 roku.